# Василевский, Алексей Андреевич
Алексей Андреевич Василевский (род. 21 января 1993 года в Уфе, Россия) — российский хоккеист, защитник.

## Биография
Отец Андрей Василевский (род. 1966) и брат Андрей (род. 1994) — хоккейные вратари. Воспитанник «Салавата Юлаева».
19 декабря 2012 года он вошёл в предварительный состав молодёжной сборной для участия в чемпионате мира 2013. Однако 24 декабря 2012 года тренерский штаб сборной принял решение расстаться с Алексеем Василевским и Никитой Трямкиным.
В ноябре 2018 вызван в национальную сборную России.

## Статистика
| Легенда | Легенда                    | Легенда | Легенда                   | Легенда | Легенда    |
| ------- | -------------------------- | ------- | ------------------------- | ------- | ---------- |
| И       | Количество проведённых игр | Штр     | Штрафное время            | +/−     | Плюс-минус |
| Г       | Голы                       | П       | Голевые передачи          | О       | Очки       |
| -       | Статистика неизвестна      | —       | Статистика не учитывалась |         |            |